# Пасха
Пасха или Песах (на иврит: חג פסח "хаг - пе - сах) е еврейски празник, един от трите главни празника Шалош Регалим (наред с Шавуот и Сукот), на които, следвайки изискванията на Петокнижието, древните евреи са извършвали поклонничество в Йерусалимския храм.
Пасха се празнува на четиринадесетият ден от първия слънчев и четвърти лунен  месец Нисан. Пасха е посветен на изхода на евреите от Египет и почитането на  Бог като изкупител. По време на празника символично се преповтарят моменти от последната вечер преди бягството. Самото събиране около празничната трапеза се нарича Седер, следващите 5 дни се наричат „еднорози“. По времето на Втория храм всяка група поклонници първо отнасяла там жертвено  агне, което след това се изпичало на открито и се яде с безквасен хляб, докато се преразказва историята за изхода от Египет. След разрушаването на Храма в 70 година, жертви не се принасят, но се запазват ритуалните ястия, а в центъра на празника застава свързването на изкуплението на евреите при Изхода с постоянното и бъдещо изкупление на еврейския народ. 

## Традициите на Седер
Седерът – ритуалната вечеря, провеждана в началото на Пасха – играе централна роля в еврейската традиция, като преплита символика, история и семейни обичаи. Основната цел на този обред е да пресъздаде преживяванията на древните израилтяни по време на изхода им от Египет. Всяка храна на трапезата носи алегорично значение: горчивите билки напомнят за страданията от робството, печеният джолан символизира пасхалната жертва, а яйцето – нов живот или национална скръб. Зеленчуците, потопени в солена вода, изобразяват сълзите на поробените, а харосетът – калта, с която те са правили тухли. Участниците консумират безквасен хляб (маца) и вино на строго определени етапи от ритуала, следвайки указанията на Агада – текст, който съчетава разказ, молитви и въпроси. Децата играят активна роля, като търсят скрития афикоман – елемент, който добавя игрови и образователен аспект към традицията. Въпреки фиксираната структура, всеки седер носи уникални черти, оформени от семейната и културна среда на участниците.